# Matricaria aurea
Matricaria aurea là một loài thực vật có hoa trong họ Cúc. Loài này được (Loefl.) Sch.Bip. mô tả khoa học đầu tiên năm 1860.